# Mình ơi, xin đừng qua sông
Mình ơi, xin đừng qua sông (Tiếng Hàn Quốc: 님아, 그 강을 건너지 마오; Tiếng Anh: My Love, Don't Cross That River) là bộ phim tài liệu Hàn Quốc năm 2013 theo chân cặp vợ chồng già Jo Byeong-man và Kang Kye-yeol cho đến những khoảnh khác cuối cùng của cuộc hôn nhân 76 năm của họ. Nhà làm phim tài liệu Jin Mo-young đã quay cặp vợ chồng tại ngôi làng miền núi của họ ở quận Hoengseong, tỉnh Gangwon (Hàn Quốc) trong 15 tháng.
Mình ơi, xin đừng qua sông được công chiếu lần đầu tại Liên hoan Phim Tài liệu Quốc tế DMZ 2013, tại đây bộ phim đã giành được  Giải thưởng của khán giả. Sau khi công chiếu tại rạp vào ngày 27 tháng 11 năm 2014 và thông qua truyền miệng đã trở thành bộ phim tài liệu / độc lập Hàn Quốc thành công nhất mọi thời đại về mặt thương mại.

## Sản xuất
Cặp vợ chồng già đã kết hôn, Jo Byeong-man 95 tuổi và Kang Kye-yeol 90 tuổi, lần đầu tiên xuất hiện trên sóng truyền hình trong một phân đoạn dài năm tập có tiêu đề "Gray-haired Lovers" trên một chương trình tài liệu truyền hình của đài KBS phát sóng vào năm 2011. Sau khi nhà làm phim tài liệu Jin Mo-young thấy Jo Byeong-man và Kang Kye-yeol ở trên TV, ông đã vội vàng đến ngôi làng miền núi nơi cặp vợ chồng sinh sống ở quận Hoengseong, tỉnh Gangwon (Hàn Quốc) xin phép họ làm câu chuyện của họ thành một bộ phim. Sau khi nhận được sự đồng ý, vào tháng 9 năm 2012, Jin đã đi theo cặp đôi trong 15 tháng và ghi lại cuộc sống thường ngày của cặp vợ chồng.

## Đón nhận
Sau khi ra rạp vào ngày 27 tháng 11 năm 2014, bộ phim đã trở thành bộ phim độc lập Hàn Quốc thành công nhất về mặt thương mại mọi thời đại về doanh thu và lượng người xem.

### Doanh thu phòng vé
Tại Hàn Quốc, phim đứng đầu phòng vé trong tuần đầu công chiếu với 5,13 tỷ won (4,66 triệu USD) trước đối thủ là các phim Hollywood Interstellar, Exodus: Gods and Kings và The Theory of Everything. Đây là lần thứ hai và cũng là lần đầu tiên sau 5 năm, một bộ phim tài liệu đã đứng đầu phòng vé Hàn Quốc kể từ Old Partner mở màn ở vị trí số 1 vào năm 2009. Cho đến nay, bộ phim đã thu về 8,38 tỷ won (7,62 triệu đô la Mỹ) trong 15 ngày, gấp 70 lần kinh phí sản xuất 120 triệu won (110.000 đô la Mỹ). Tính đến tháng 1 năm 2015, bộ phim đã thu hút 3,73 triệu lượt xem, đánh bại kỷ lục của Old Partner (2,93 triệu) để trở thành phim tài liệu / độc lập Hàn Quốc có doanh thu cao nhất mọi thời đại.

### Tiếp nhận quan trọng
Mình ơi, xin đừng qua sông đã nhận được hầu hết các đánh giá tích cực từ các nhà phê bình. Trang tổng hợp phê bình Rotten Tomatoes chấm cho bộ phim 84%, dựa trên 25 bài phê bình, với điểm trung bình là 6,5 / 10. Trên Metacritic, bộ phim có số điểm 68 trên 100, dựa trên 8 nhà phê bình, cho thấy "những đánh giá chung là thuận lợi".
Frank Scheck của tờ The Hollywood Reporter đã đưa ra một đánh giá tích cực khi gọi đây là "tác phẩm điện ảnh tương đương với tư vấn hôn nhân."

### Liên hoan phim
Ngoài Liên hoan Phim Tài liệu Quốc tế DMZ Docs, bộ phim còn được mời trình chiếu tại Liên hoan phim quốc tế Moscow, Liên hoan phim tài liệu quốc tế Canada Hot Docs, Liên hoan phim Sydney và Liên hoan phim Los Angeles năm 2015.

## Giải thưởng và Đề cử
| Năm  | Giải thưởng                                     | Chủ đề                    | Người, phim nhận            | Kết quả    |
| ---- | ----------------------------------------------- | ------------------------- | --------------------------- | ---------- |
| 2014 | Liên hoan Phim Tài liệu Quốc tế DMZ             | Giải thưởng của khán giả  | Mình ơi, xin đừng qua sông  | Đoạt giải  |
| 2015 | Giải thưởng phim KOFRA lần thứ 6                | Phim độc lập hay nhất     | Mình ơi, xin đừng qua sông  | Đoạt giải  |
| 2015 | Giải thưởng Max Movie lần thứ 10                | Phim hay nhất             | Mình ơi, xin đừng qua sông  | Đề cử      |
| 2015 | Giải thưởng Max Movie lần thứ 10                | Đạo diễn hay nhất         | Jin Mo-young                | Đề cử      |
| 2015 | Giải thưởng Max Movie lần thứ 10                | Trailer hay nhất          | Mình ơi, xin đừng qua sông  | Đề cử      |
| 2015 | Giải thưởng Max Movie lần thứ 10                | Áp phích hay nhất         | Mình ơi, xin đừng qua sông  | Đoạt giải  |
| 2015 | Giải thưởng Nghệ thuật Baeksang lần thứ 51      | Đạo diễn mới hay nhất     | Jin Mo-young                | Đề cử      |
| 2015 | Liên hoan phim tài liệu quốc tế Canada Hot Docs | Giải thưởng của khán giả  |                             | Hạng thứ 4 |
| 2015 | Liên hoan phim quốc tế Lost Angeles lần thứ 21  | Giải thưởng phim tài liệu | Mình ơi, xin đừng qua sông' | Đoạt giải  |